# عيسى خان
عيسی‌ خان هي قرية في مقاطعة ماكو، إيران. يقدر عدد سكانها بـ 169 نسمة بحسب إحصاء 2016.